# Ensemble De Mot (Anvers)
L'ensemble De Mot (en français : La Mite) est une suite de deux immeubles réalisés par l'architecte Jacques De Weerdt en 1904 dans le style Art nouveau à Anvers en Belgique (région flamande).
L'ensemble construit pour les époux van de Lamotte-Burelle est classé et repris sur la liste des monuments historiques de Berchem depuis le 11 avril 1984.

## Situation
Cette maison se situe au nos 26 et 28 de Waterloostraat, une artère résidentielle du quartier de Zurenborg à Berchem au sud-est d'Anvers comptant de nombreuses autres réalisations de style Art nouveau comme la Huis De Slag van Waterloo, l'ensemble Den Tijd ou encore la maison Napoléon au no 30.

## Description
Ces deux immeubles ont été réalisés en 1904 par Jacques De Weerdt dans un style Art nouveau floral. Ils sont presque similaires. Seuls les balcons sont à l'origine différents. Celui du no 28 (maison de gauche) est de base triangulaire alors que celui du no 26 comporte une base plus rectangulaire. Chaque maison compte deux travées et trois niveaux (deux étages). Chaque travée de droite comporte la porte d'entrée à deux battants. Les façades sont bâties en brique blanche avec bandeaux, encadrements des baies et soubassements en pierre calcaire. Les baies du rez-de-chaussée sont coiffés d'arcs brisés. Les tympans des baies des premiers et seconds étages sont ornés de sgraffites représentant des mites. Toutefois, les sgraffites du no 28 ont disparu. La forme de ces sgraffites fait beaucoup penser à la façon de procéder de l'architecte bruxellois Ernest Blerot.
Les baies d'origine pourvues de petits bois tout en courbes et de vitraux aux lignes droites formant des triangles ont été remplacées au no 28. Une porte de garage a été percée. 

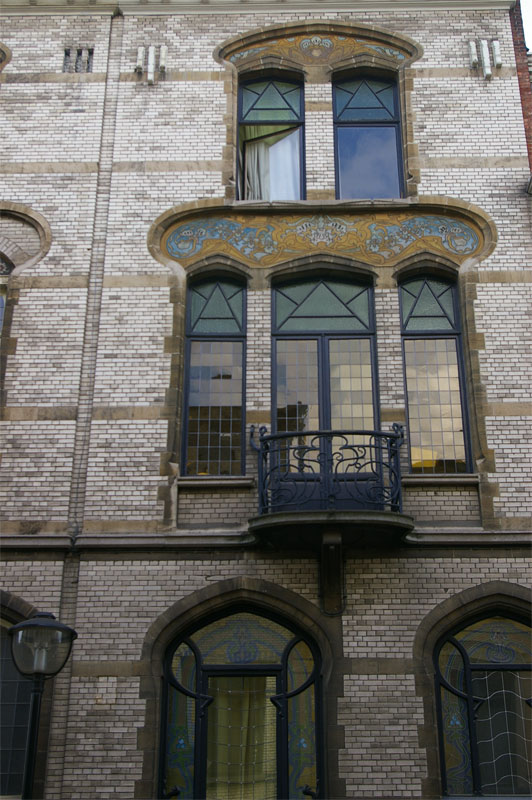
Ensemble De Mot (no 26)

## Source
- (nl) https://inventaris.onroerenderfgoed.be/erfgoedobjecten/11155